# Petalidium setosum
Petalidium setosum är en akantusväxtart som beskrevs av C. B. Cl. och Schinz. Petalidium setosum ingår i släktet Petalidium och familjen akantusväxter. Inga underarter finns listade i Catalogue of Life.